# Piano: Tom Jobim por Fábio Caramuru
Piano - Tom Jobim por Fábio Caramuru - CD duplo do pianista Fábio Caramuru, com participação especial do contrabaixista Pedro Baldanza, lançado em 2007 pela MCD. O primeiro CD é um relançamento da gravação de 1997 produzida pelo selo Master Class.
Com 28 faixas, 14 em cada CD, traz músicas como "Meditação", "Choro", "Chovendo na Roseira", "Flor do Mato", "Two Kites", "Wave", "Espelho das Águas", entre outras. O trabalho apresenta uma leitura muito pessoal e refinada desse pianista, ex-aluno de Magda Tagliaferro. mestre em Musicologia pela ECA-USP, onde desenvolveu dissertação de mestrado sobre Tom Jobim, em 2000.